# بیلی باتلر
بیلی باتلر (به انگلیسی: Billy Butler) بازیکن فوتبال زادهٔ ۱۷ مارس ۱۹۰۰ اهل انگلستان بود که سابقهٔ بازی در تیم ملی فوتبال انگلستان را در کارنامهٔ خود دارد. وی در تاریخ ۱۲ آوریل ۱۹۲۴ تنها بازی ملی خود را در مقابل تیم ملی فوتبال اسکاتلند انجام داد.